# Пако Солер
Франсіско «Пако» Солер Атенсія (ісп. Francisco "Paco" Soler Atencia, нар. 5 березня 1970, Пальма) — іспанський футболіст, що грав на позиції півзахисника за «Мальорку». По завершенні ігрової кар'єри — тренер.
Олімпійський чемпіон 1992 року.

## Клубна кар'єра
У дорослому футболі дебютував 1990 року виступами за «Мальорку» з рідної Пальми, кольори якої і захищав протягом усієї своєї кар'єри гравця, що тривала п'ятнадцять років.  Більшість часу, проведеного у складі «Мальорки», був основним гравцем команди. За цей час виборов титул володаря Кубка Іспанії і Суперкубка Іспанії.

## Виступи за збірну
Протягом 1991–1992 років залучався до лав олімпійської збірної Іспанії. Був учасником домашніх для іспанців Олімпійських іграх 1992 року, на яких вони здобули «золото».

## Кар'єра тренера
Розпочав тренерську кар'єру невдовзі по завершенні кар'єри гравця, 2007 року, очоливши тренерський штаб португальського клубу «Бейра-Мар».
Пізніше двічі, у 2009—2010 та 2013 роках, тренував на батьківщині «Атлетіко Балеарес».

## Титули і досягнення
- Володар Суперкубка Іспанії з футболу (1):

«Мальорка»: 1998
- Володар Кубка Іспанії (1):

«Мальорка»: 2002-2003
- Олімпійський чемпіон (1):

Іспанія: 1992